# Alexandra Cordebard
 (janvier 2024).
Alexandra Cordebard, née le 1er janvier 1967 à Sens, est une femme politique française. Membre du Parti socialiste, elle est adjointe de la maire de Paris Anne Hidalgo de 2014 à 2017 et maire du 10e arrondissement de Paris depuis 2017.

## Biographie

### Carrière
Enseignante-chercheuse, Alexandra Cordebard est, de 2015 à 2017, professeure associée à l’École des hautes études en sciences sociales (EHESS), où elle enseigne la pratique des métiers du politique à de futurs chercheurs en sciences sociales.

### Engagements politiques
Membre du Parti socialiste, elle soutient Vincent Peillon lors de la primaire citoyenne 2017 et intègre son comité politique. Au premier tour de la présidentielle de 2017, elle apporte son soutien à Benoît Hamon, candidat issu de la primaire de la gauche et des écologistes.

### Fonctions

#### Adjointe au maire du10earrondissement de Paris
Candidate en 2001 aux élections municipales sur la liste conduite par Tony Dreyfus dans le 10e arrondissement, elle intègre l’équipe municipale en 2004. Tony Dreyfus lui confie alors de la délégation à la culture[réf. nécessaire]. De 2002 à 2012 (12e et 13e législature) elle est également la suppléante de Tony Dreyfus à l'Assemblée nationale.
Réélue en 2008 sur la liste conduite par Rémi Féraud, elle devient sa première adjointe chargée des Affaires scolaires, de la Culture, de la Mémoire et du Monde combattant. Elle s'implique notamment pour la réouverture du cinéma Le Louxor, pour la création de la médiathèque Françoise-Sagan dans les anciens locaux de l'hôpital Saint-Lazare, et dans la mise en place dès 2013 des nouveaux rythmes scolaires.
Lors des élections municipales de 2014, elle est réélue sur la liste conduite par Rémi Féraud qui lui confie la délégation à la Lutte contre l’exclusion, à la Mémoire et aux Anciens combattants.

#### Adjointe à la maire de Paris
À la faveur de sa réélection sur la liste de Rémi Féraud dans le 10e arrondissement en 2014, elle devient conseillère de Paris. À cette occasion, Anne Hidalgo la nomme adjointe chargée des affaires scolaires, de la réussite éducative et des rythmes éducatifs, fonction qu’elle occupe jusqu’au 6 octobre 2017,.
Dans le cadre des compétences de la Ville de Paris en matière d’éducation, elle a pris position pour une nouvelle sectorisation des collèges. En janvier 2017, le Conseil de Paris a adopté la délibération dont elle était rapporteuse, portant création de « secteurs multi-collèges » afin de favoriser la mixité sociale au sein de certains arrondissements parisiens,.

#### Maire du10earrondissement de Paris
À la suite de l'élection de Rémi Féraud au Sénat, elle est élue en octobre 2017 maire de l’arrondissement. Elle ne reconduit pas dans ses fonctions Olga Trostiansky, l’adjointe chargée des finances et de l’égalité femmes hommes dans le 10e et ancienne adjointe de Bertrand Delanoë entre 2001 et 2014. Remplacée par l'élue PCF Dominique Tourte, l'intéressée estime payer son soutien à Emmanuel Macron et à Benjamin Griveaux alors que le maire lui reprochait son manque d'implication.
Durant son mandat de maire, elle lutte contre la précarité menstruelle des jeunes filles et prend la décision de fournir gratuitement à toutes les jeunes filles des six collèges publics du 10e arrondissement de Paris, des protections hygiéniques bios, adaptées à leurs besoins, au sein même de leur établissement.
L'arrondissement accueille en 2019 la première rue « zéro déchet » de la capitale, rue de Paradis. Pendant un an, ses habitants, commerces et entreprises expérimentent les solutions pour éviter au maximum la mise en décharge ou l’incinération des déchets. Six mois après son lancement, les premiers résultats montrent qu'une réduction de 53 tonnes d'ordures ménagères a été enregistrée sur la totalité de la rue ainsi qu'une diminution de 20 % sur la totalité de l'itinéraire de collecte du quartier.
En 2019, elle annonce, dans une tribune au journal Le Monde, être favorable à la rénovation de la gare du Nord mais ne soutient plus le plan de rénovation tel que proposé par SNCF. Ce dernier prévoit une extension de la gare faisant la part belle aux commerces au détriment du confort des voyageurs. Elle estime que la gare du Nord doit conserver son caractère d’intérêt général et que sa rénovation doit être entièrement consacrée à l’accueil et au confort des voyageurs,,.
Alexandra Cordebard est candidate à sa réélection avec Paris en Commun, le mouvement d'Anne Hidalgo, pour les élections municipales de mars 2020. La liste qu'elle mène arrive en tête du second tour avec 67,94 % des voix . Fait historique, la liste obtient 7 conseillers de Paris sur 7, soit la totalité des conseillers de Paris du 10e arrondissement.